# Acura Kliniken
Die Acura-Kliniken (Eigenschreibweise: ACURA Kliniken) sind ein Verbund aus mehreren Rehakliniken, Akuthäusern, einem medizinischen Versorgungszentrum und einem Pflegeheim. Die Standorte der Einrichtungen sind über den Südwesten Deutschlands verteilt.

## Geschichte
Die Acura-Kliniken gehen auf das 1890 gegründete Staatliche Rheumakrankenhaus Baden-Baden zurück. In den 1990er Jahren wurde das Krankenhaus privatisiert. 2011 übernahmen die Acura Kliniken den Mitwettbewerber Ruland Kliniken.
Auf der Basis eines Insolvenzplans im Jahre 2017 wurden die Acura Kliniken Baden Baden – eine Tochtergesellschaft der Acura Kliniken Holding – auf die Sino Great Wall Co. Ltd. übertragen, ein chinesisches Unternehmen in Shenzhen, gelegen im Grenzgebiet zur Sonderverwaltungszone Hongkong. Zum Geschäftsführer bestellt wurden ab dem 12. April 2018 Maja Treichel-Chu und Dirk Schmitz.

## Akutkliniken
Zu den Akutkliniken des Verbundes zählen die Acura Rheumazentren in Baden-Baden und Bad Kreuznach. Das Bad Kreuznacher Zentrum wurde 2013 im Rahmen einer Partnerschaft von den Sana Kliniken übernommen. 2021 wurde das Zentrum in Rheumazentrum Rheinland-Pfalz umbenannt. Das Rheumazentrum Rheinland-Pfalz in Bad Kreuznach ist Kooperationspartner der Universität Mainz. Es gilt als größtes und führendes deutsches Kompetenzzentrum für Rheumatologie und Autoimmunerkrankungen.
Die Acura Klinik für Psychosomatik und Psychotherapie befindet sich ebenfalls in Baden-Baden. Die Acura Kliniken Baden-Baden sind akademisches Lehrkrankenhaus der Universität Heidelberg. Seit 2003 gibt es zudem die Zusammenarbeit des Universitätsklinikums Heidelberg mit den Acura-Kliniken Baden-Baden.

## Reha-Kliniken
Ein weiterer Bestandteil im Verbund sind die sechs Rehakliniken. Dazu zählen: Die Acura Sigel Klinik in Bad Schönborn, die Karl-Aschoff-Klinik in Bad Kreuznach und in Pfronten.

## MVZ und Pflegezentrum
Das medizinische Versorgungszentrum des Acura-Verbundes liegt in Baden-Baden. Ebenfalls in Baden-Baden befindet sich das Pflegezentrum Symbad mit 31 Pflegeplätzen.